# 東映アニメーションフィリピン
東映アニメーションフィリピン（とうえいアニメーションフィリピン、英: TOEI ANIMATION PHILS., INC.、略称: TAP、Toei Phils.）は、アニメーション制作のうち、作画・仕上げ・背景作業の請負主を主な事業内容とするフィリピンの企業。日本のアニメ制作会社である東映アニメーションの連結子会社。
東映アニメーションとは光ケーブルを敷設してデータをやりとりしており、東映アニメーションの制作作業において動画・背景・仕上げ工程の7割を手がけている。また、設立当初は撮影も行っていた。
なお、同業のムークアニメーションの海外電送動仕事業のティー・エー・ピーとは無関係。誤解されるためか現在は「Toei Phils.」とクレジットされる。

## 略歴
源流は1986年にフィリピンのゼネコン「EEI」がアニメ制作会社として設立した仕上げスタジオ「ITCA」である。
1973年、東映動画（当時）は制作本数の増加と労働争議の激化により、韓国の大元動画などのスタジオへ作画や仕上げ作業を発注し始めたものの、やがで韓国の物価が上がり、コスト的に日本国内とほぼ変わらなくなってしまった。
そのため、物価が安いフィリピンを拠点とすべく、1992年11月にITCAを改組する形でEEI社と東映動画との合弁会社EEI-TOEI Animation Corp.を設立。1998年には東映が子会社化し、1999年にはTOEI ANIMATION PHILS., INC.と商号を変更し、略称をTAPとしたうえで全株を買い取り、連結子会社にした。